# 貝錫·羅斯本
菲利普·聖約翰·貝錫·羅斯本，MC（Philip St. John Basil Rathbone，1892年6月13日—1967年7月21日），是在南非出生的英國演員，起初是一位演技突出的莎士比亞舞台劇演員，後來成為電影演員，於1940年代出演過早期的福爾摩斯電影系列而聞名，於1948年獲得托尼獎最佳男演員獎。

## 知名電影作品
- 羅賓漢冒險記 The Adventures of Robin Hood （1938年）
- 科學怪人的兒子 Son of Frankenstein （1939年）
- 福爾摩斯：巴斯克維爾的獵犬 The Hound of the Baskervilles （1939年）
- 福爾摩斯：福爾摩斯歷險記 The Adventures of Sherlock Holmes （1939年）
- 福爾摩斯：恐怖之聲 Sherlock Holmes and the Voice of Terror （1942年）
- 福爾摩斯：秘密武器 Sherlock Holmes and the Secret Weapon （1943年）
- 福爾摩斯：福爾摩斯在華盛頓 Sherlock Holmes in Washington （1943年）
- 福爾摩斯：面對死亡 Sherlock Holmes Faces Death （1943年）
- 福爾摩斯：蜘蛛女 The Spider Woman （1944年）
- 福爾摩斯：紅爪子 The Scarlet Claw （1944年）
- 福爾摩斯：死亡明珠 The Pearl of Death （1944年）
- 福爾摩斯：恐怖屋 The House of Fear （1945年）
- 福爾摩斯：綠衣女子 The Woman in Green （1945年）
- 福爾摩斯：追到阿爾及爾 Pursuit to Algiers （1945年）
- 福爾摩斯：恐怖之夜 Terror by Night （1946年）
- 福爾摩斯：剃刀邊緣 Dressed to Kill （1946年）
- 妙妙探 The Great Mouse Detective （1986年動畫電影）

## 外部連結
- 貝錫·羅斯本在互联网电影资料库（IMDb）上的資料（英文）
- 互聯網百老匯資料庫（IBDB）上貝錫·羅斯本的資料（英文）
- Biography （页面存档备份，存于）
- Basil Rathbone （页面存档备份，存于） at Virtual History
- Basil Rathbone bio （页面存档备份，存于） on (re)Search my Trash
- Hollywood's South African–born Actors of the 1930s and 1940s by Ross Dix-Peek (see here （页面存档备份，存于）)